# Vartov
Vartov er en bygning i Farvergade i København. Den ejes i dag af Grundtvigsk Forum (før Kirkeligt Samfund), og dele af den er udlejet til bl.a. Københavns Kommune.

## Historie
Selv om navnet Vartov i dag refererer til bygningen i Farvergade, så har det en skiftende historie bag sig.

### Det oprindelige Vartov
Vartovs oprindelse står i forbindelse med en vandmølle ved Rosbækken i det nuværende Hellerup, hvor Rosbæk Møllegård blev opført på møllens jorder. I 1566 overtog Frederik 2. gården, som nu blev brugt som jagtsted og benævnt Rosbækgård. Den blev drevet af skiftende fæstere, og fra 1585 blev der også givet tilladelse til at drive kro. Under et ophold på Rosbækgård i 1586 fremkommer den tidligste skriftlige brug af tilnavnet Waretho, idet kongen anfører det som dateringssted på et brev. Vartov lå ved Strandvejen ved det nuværende Gammel Vartov Vej, omtrent hvor Rosbækken løb ud i Øresund.
Der findes forskellige teorier om navnets oprindelse, men den gængse opfattelse er, at det er afledt af det plattyske jagt-udråb "Ware-to" som betyder Pas på! Denne navngivning var ikke ualmindelig for den tid, hvor der findes tilsvarende eksempler på imperativ-navne som "Sluk-efter", "Bi-lidt" og "Styrt-om". Bydelen Bislett i Oslo har f.eks navn efter værtshuset "Bi-lidt", og Altona ved Hamburg efter værtshuset "Allzu Nahe" (= altfor nært).

### Omdannelse til hospital
Man kender især Vartov, fordi det i 1607 blev indrettet til hospital, dvs. plejehus for fattige, syge og gamle. Hidtil var den funktion blevet varetaget af Københavns Helligånds-hospital i Helligåndshuset, som blev oprettet efter reformationen i 1536 til at videreføre, hvad der tidligere havde været de katolske klostres hjælpearbejde. Efter nogle økonomiske problemer og personlige stridigheder ved hospitalets styrelse blev der i begyndelsen af 1600-tallet skrevet en ny fundats. Herefter flyttedes lemmerne (beboerne) altså til Vartov, og Helligåndshuset blev inddraget til børnehjem og tugthus.
Det viste sig dog at være upraktisk at have et hospital så langt fra København. Det fik ringe bevågenhed, og donationerne var beskedne, og selv om der oprindelig hørte en del landbrugsjord til gården, så havde man vanskeligt ved at klare sig økonomisk. Hospitalet blev derfor flyttet ud i 1630, og det gamle Vartov blev omdannet til et tigger-hjem for en årrække.
Stedet bestod i flere århundreder under omskiftelige forhold og med diverse ombygninger. I 1700-tallet var det ejet af søofficeren Carl Frederik le Sage de Fontenay, som solgte det til staten, der indrettede et krudttørringsmagasin. Først i 1950'erne blev Vartov nedrevet for at give plads til Tuborg Bryggeriets administrationsbygning.

### Ny Vartov
Da hospitalet måtte flytte i 1630 flyttede navnet med, og blev der opført et Ny Vartov til erstatning for det gamle (som herefter naturligt nok blev kaldt Gammel Vartov). Det nye hospital kom til at ligge ved det nuværende Trianglen på Østerbro og det blev bygget sammen med en del af byens befæstning som kom til at hedde Vartov Skanse.
Ny Vartov bestod af fire grundmurede hospitalsbygninger samt en tilhørende ladegård. Sammenblandingen mellem fæstningsanlæg og hospital kan virke pudsig, og det gik da også galt under Københavns belejring (1658-1660) hvor Vartov Skanse, og dermed hospitalet, den 13. august 1658 blev angrebet og delvis lagt i ruiner. Beboerne blev i første omgang boende på trods af den svenske besættelse og de mange krigshandlinger, hvor man blandt andet oplevede kanonkugler gå igennem murene og lande mellem sengene. I november 1658 blev lemmerne flyttet ind til byen og blev indkvarteret i en gård i Pilestræde og Ny Vartov blev efterfølgende nedbrudt.

### Den nuværende Vartov-bygning
Oprindelig har der ligget et kongeligt tekstilfarveri på stedet som har givet navn til Farvergade. Farvergaarden lå dengang i byens yderste kant lige op ad Vandmølletårnet som var en del af den gamle bymur. Farveriet blev oprettet af Frederik 2. i 1560 men det fik en ret kort levetid før Tycho Brahe i 1589 overtog Farvergaarden og fik lov til at benytte fæstningstårnet som observatorium. I 1606 overtog kongen igen Farvergaarden og indrettede den til børneopdragelseshjem.
Endelig i 1666 blev Farvergaarden til Vartov, da man gendannede hospitalet med 130 senge i det tidligere børnehjem og endnu engang flyttede navnet med. Stiftelsen fik økonomisk støtte af dronning Sophie Amalie som donerede 1.000 rigsdaler som bidrag til købssummen, men alligevel var det småt med penge og bygningens tilstand var ikke god.
De nuværende bygninger daterer sig til 1722-55 hvor man nedrev den gamle, slidte gård og i stedet begyndte opførelsen af en ny bygning tegnet af arkitekten J.C. Krieger. Grundstenen blev lagt den 8. juli 1724 og i første omgang opførte man to fløje langs Løngangsstræde og Filosofgangen (nu Vester Voldgade). I 1743 kom Farvergade-fløjen til. Det oprindelige kirkerum var åbent ind til sovesalene så lemmerne kunne følge gudstjenesterne fra deres senge, men det viste sig at være upraktisk på grund af støj og andre forstyrrelser. I stedet blev kirken i 1753-55 bygget til i forlængelse af Løngangsstræde-fløjen. Der er foretaget flere ændringer og udbygninger på Vartov siden; mest gennemgribende i 1856-60 ved arkitekten N.S. Nebelong, da bygningen blev forhøjet med en etage og fik sin nuværende form. Den seneste tilbygning er fra 1930 og er bygget af Aage Rafn. Den huser kontorer og Søren Kierkegaard Forskningscentret.
Vartov fungerede som hospital frem til 1934 hvor det blev nedlagt; stiftelsen flyttede i stedet ud på Lersø Parkallé hvor man stadig driver plejehjemmet Gammel Kloster. De følgende år brugtes Vartov af Københavns Kommune og af praktiske årsager blev der derfor gravet en tunnel over til rådhuset; tunnelen eksisterer stadig, men er blevet blændet af. I 1947 blev Vartov overtaget af organisationen Kirkeligt Samfund, som har det i dag.

## Vartov som hospital
Som tidligere antydet var datidens hospitaler ikke sygehuse i ordets nuværende betydning. De havde en langt bredere funktion hvor de indsamlede penge og sørgede for "fattige, syge, saare Mennesker og arme, elendige, faderløse Børns Opholdelse til Klæde og Føde, Nødtørft, Hjælp, Trøst og Underholdning", som det hed i Christian 3.s stadfæstelse af Helligårdshospitalets rettigheder i 1536.
Byens hospitaler hørte under fattigvæsenet som oprindelig baserede sig på almisser, indsamlinger og donationer, men som i løbet af 1700-tallet begyndte at komme under mere faste rammer med systematiske indtægter og bevillinger.
I forhold til andre af fattigvæsenets institutioner havde Vartov dog den særstilling at de fortsatte med at basere væsentlige dele af sin drift på direkte donationer på den måde at beboerne i mange tilfælde fik deres ophold betalt af velgørere. Det satte naturligvis sit præg på klientellet som almindeligvis var gamle "skikkelige fattige" der havde haft en position som gjorde det muligt at leve på andres gode vilje; det kunne være, f.eks., ældre tjenestefolk, som fik opholdet betalt af et velstillet herskab som tak for trofast tjeneste.
D. 21. marts 2011 blev der fundet ni skeletter (heraf seks børneskeletter) ved et fjernvarmearbejde nær Vartov-bygningen. De kan stamme fra et børneafsnit på en kirkegård, der blev brugt i forbindelse med Vartov hospital. En del af den gamle kirkegård blev brugt af Vajsenhus, som var et slags børnehjem.

## N.F.S. Grundtvig
Vartov er også kendt for at have haft N.F.S. Grundtvig som præst ved hospitalskirken gennem 33 år fra 1839 til 1872. Tilknytningen til denne berømte personlighed var en væsentlig årsag til at Kirkeligt Samfund (i dag: Grundtvigsk Forum), som netop arbejder med udgangspunkt i Grundtvigs tanker, overtog bygningen.